# Finska språk
Finska språk är en undergrupp av de finsk-ugriska språken, omfattande de språkvarianter som uppkommit ur finskan, nationalspråket i Finland.

## Språkträd för finskan
- Uraliska språk
  - Finsk-ugriska språk
    - Finsk-permiska språk
      - Finsk-cheremisiska språk
        - Finsk-mordvinska språk
          - Finsk-samiska språk
            - Östersjöfinska språk (baltofinska språk)
              - Finska språk
                - Finska
                - Meänkieli (tornedalsfinska)
                - Kvänska